# Fabio De Luigi
Fabio De Luigi (né le 11 octobre 1967) est un acteur, chanteur, imitateur et joueur de baseball italien.

## Biographie
Arrière-petit-fils de Tonino Guerra, Fabio De Luigi a deux enfants.

## Filmographie partielle
- 1996 : Nitrate d'argent (Nitrato d'argento) de Marco Ferreri
- 1998 : Matrimoni de Cristina Comencini
- 1999 : Tutti gli uomini del deficiente (it) de Paolo Costella
- 2000 : Il partigiano Johnny (it) de Guido Chiesa (it)
- 2006 : Commediasexi d'Alessandro D'Alatri
- 2006 : Natale a New York de Neri Parenti
- 2007 : Natale in crociera de Neri Parenti
- 2008 : Come Dio comanda (it) de Gabriele Salvatores
- 2008 : Natale a Rio (it) de Neri Parenti
- 2009 : Ex de Fausto Brizzi
- 2009 : Gli amici del bar Margherita de Pupi Avati
- 2011 : La peggior settimana della mia vita (it) d'Alessandro Genovesi
- 2012 : Il peggior Natale della mia vita (it) d'Alessandro Genovesi
- 2014 : Una donna per amica de Giovanni Veronesi
- 2015 : Soap Opera d'Alessandro Genovesi
- 2015 : Si accettano miracoli (it) de Alessandro Siani
- 2016 : Tiramisù (it) de Fabio De Luigi
- 2017 : Questione di karma (it) d'Edoardo Falcone
- 2019 : Dieci giorni senza mamma (it) d'Alessandro Genovesi
- 2020 : Dieci giorni con Babbo Natale (it) d'Alessandro Genovesi
- 2021 : La Sorcière de Noël 2 : Les origines (La Befana vien di notte II - Le origini) de Paola Randi
- 2023 : Tre di troppo (it) de Fabio De Luigi
- 2024 : Cinquanta km all'ora (it) de Fabio De Luigi

## Discographie
- 2002 : Olmo & Friends